# 2019 في السودان
يسرد ما يلي الأحداث التي وقعت خلال عام 2019 بالسودان.

## المناصب
- الرئيس: عمر البشير
- رئيس الوزراء: معتز موسى
- نائب الرئيس:
  - بكري حسن صالح (أول)
  - عثمان كبير (الثاني)

## الأحداث
- مستمر منذ ديسمبر 2018: الاحتجاجات السودانية 2018-19.[1]
- الحرب في دارفور مستمرة.[2]

## حالات الوفاة
- 17 يناير - بابكر عوض الله، سياسي، رئيس وزراء السودان الثامن (مواليد 1917).[3]